# NGC 3200
NGC 3200 (również PGC 30108) – galaktyka spiralna z poprzeczką (SBbc), znajdująca się w gwiazdozbiorze Hydry. Odkrył ją Edward Singleton Holden 10 kwietnia 1882 roku.
W galaktyce zaobserwowano supernową SN 1953D.